# حيوان أليف (فلم)
حيوان أليف (بالإنجليزية: Pet) هو فيلم إثارة درامي أمريكي إسباني تم إنتاجه في سنة 2016 وهو من إخراج كارلس تورنس وبطولة دومينيك موناغان وكسينيا سولو وجينيت مكوردي وناثان بارسونس. تم عرض الفيلم لأول مرة في مهرجان ساوث باي ساوثويست في مارس 2016 وثم عرض على شاشات السينما في 2 ديسمبر 2016.

## القصة
تدور أحداث الفيلم في إطار نفسي مشوّق، حيث رجل يلتقي من جديد بفتاة كان معجب بها عن طريق الصدفة ويصبح مهووسًا بها، فيقود هوّسه بها إلى اختطافها واحتجازها تحت مأوى للحيوانات، حيث يعمل، لتصبح هي ضحيته التي لا تملك شيئًا تواجهه به. تتمكن هذه الفتاة من الهروب من القفص وتحاول الانتقام من الرجل الذي إحتجزها.

## البطولة
- كسينيا سولو بدور هولي
- دومينيك موناغان بدور سيث
- جينيت مكوردي بدور كلير
- ناثان بارسونس بدور إيريك
- ديفون مكدونالد بدور نيت
- دينيس غارسيا بدور بريت
- جانيت سونغ بدور السيدة غوندي

## التقييم
حصل الفيلم على انتقادات متفاوتة، حيث حصل الفيلم على تقييم 50% على موقع الطماطم الفاسدة بناءً على 12 مراجعة، وذكر النقاد أنه لم يكن هناك تركيز كافي على الأشياء الغريبة في الفيلم.

## وصلات خارجية
- مقالات تستعمل روابط فنية بلا صلة مع ويكي بيانات

- حيوان أليف على قاعدة بيانات الأفلام على الإنترنت